# Partito Nettista Italiano
Il Partito Nettista Italiano (PNI), meglio noto come Partito della bistecca, è stato un partito politico italiano di ispirazione satirica fondato nel 1951 dall'editore fiorentino Corrado Tedeschi.
Considerato un precursore dell'antipolitica o il primo partito satirico italiano, il PNI prese parte alle elezioni politiche italiane del 1953, promettendo di fornire quotidianamente una grande bistecca di carne a ogni cittadino.

## Storia

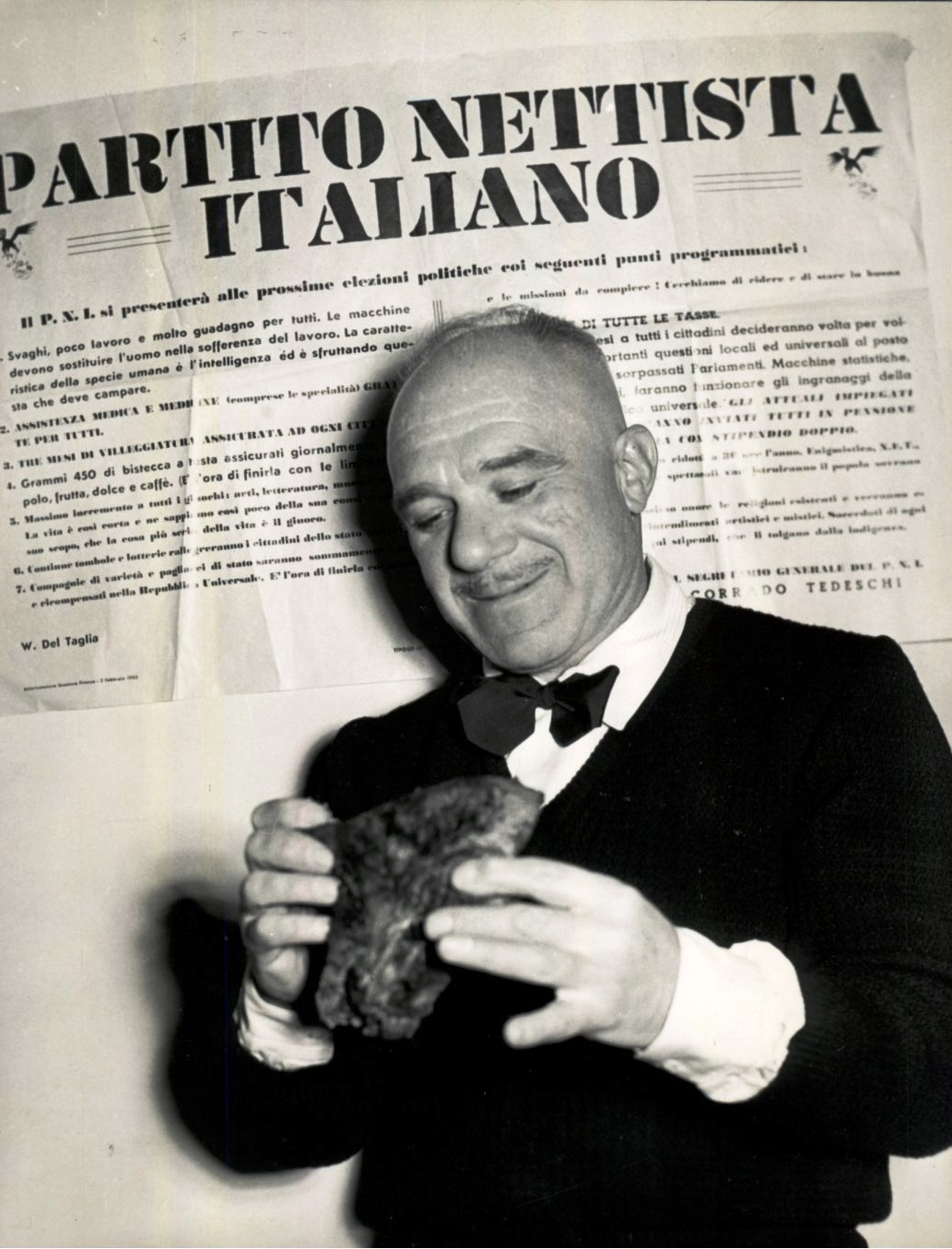
Corrado Tedeschi posa con una bistecca davanti al programma del partito

Nel 1951 l'editore Corrado Tedeschi, insieme a Ugo Cavallini, fondò a Firenze un partito politico che prese il nome dalla loro popolare rivista settimanale enigmistica Nuova Enigmistica Tascabile (NET).
Il soggetto politico, con il suo simbolo costituito da una vitella (e un inno ufficiale fatto di muggiti di mucche), venne presto soprannominato “Partito della bistecca”, perché il programma politico, tra le altre cose, prevedeva una fornitura giornaliera di una bistecca da 450 grammi a tutti i cittadini.
Il partito aveva un più che evidente intento beffardo, goliardico, surrealista e altrettanto evidentemente parodiava il movimento populista del Fronte dell'Uomo Qualunque, il quale aveva promesso in campagna elettorale di mettere "un pollo in ogni piatto".
Pur prendendo le mosse da questi intenti, il Partito Nettista Italiano prese davvero parte alle elezioni politiche del 7 giugno 1953 per la Camera dei deputati, presentando i propri candidati nei soli collegi elettorali di Roma, Firenze e Milano. I loro motti furono "W la pacchia!" e "Meglio una bistecca oggi che un impero domani" (con chiaro riferimento alle passate esperienze coloniali dell'epoca fascista).
Il PNI raccolse 4305 voti validi, equivalenti allo 0,02% a livello nazionale (0,14% solo a Firenze).

## Programma politico
(Corrado Tedeschi)

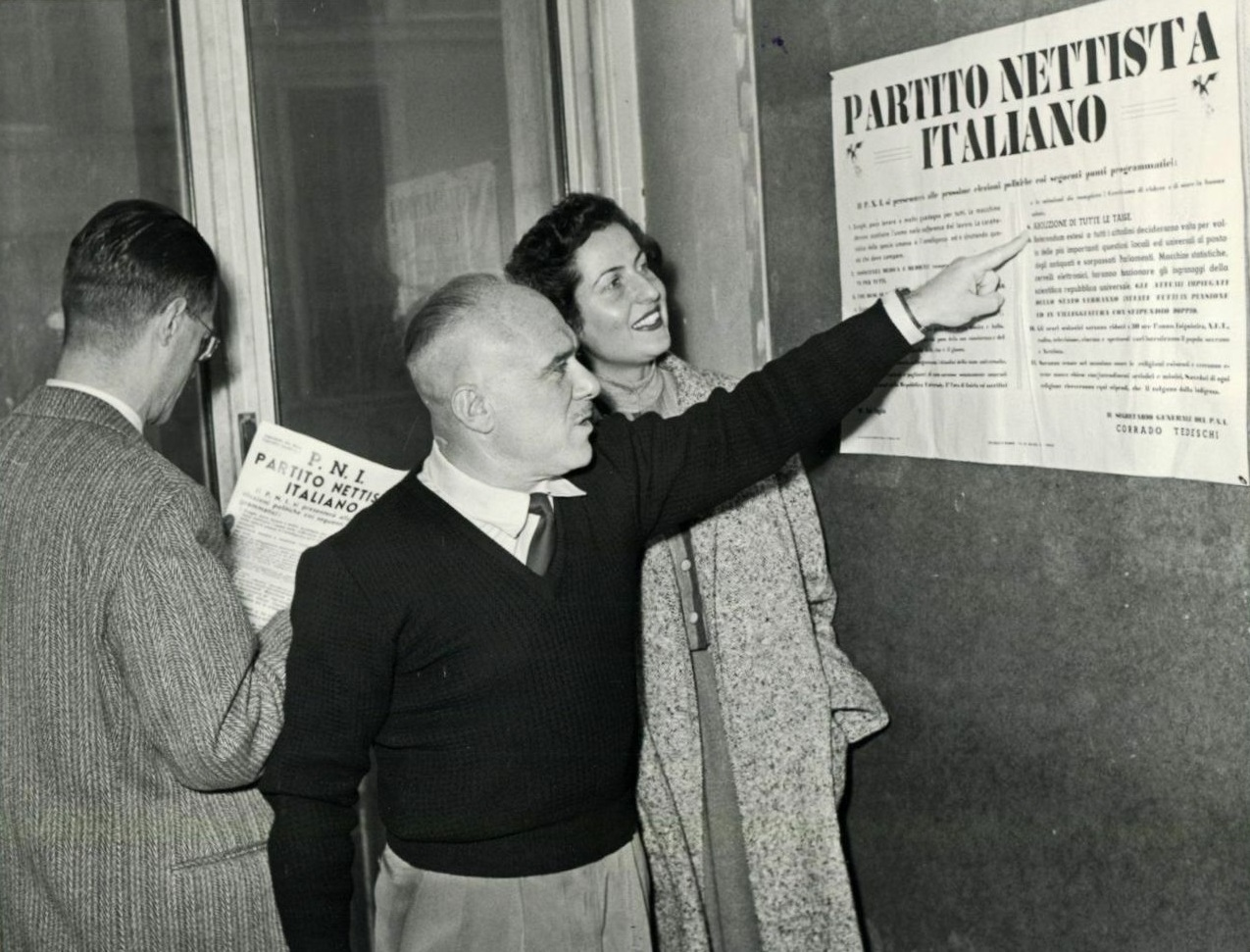
Corrado Tedeschi indica il programma del Partito Nettista Italiano

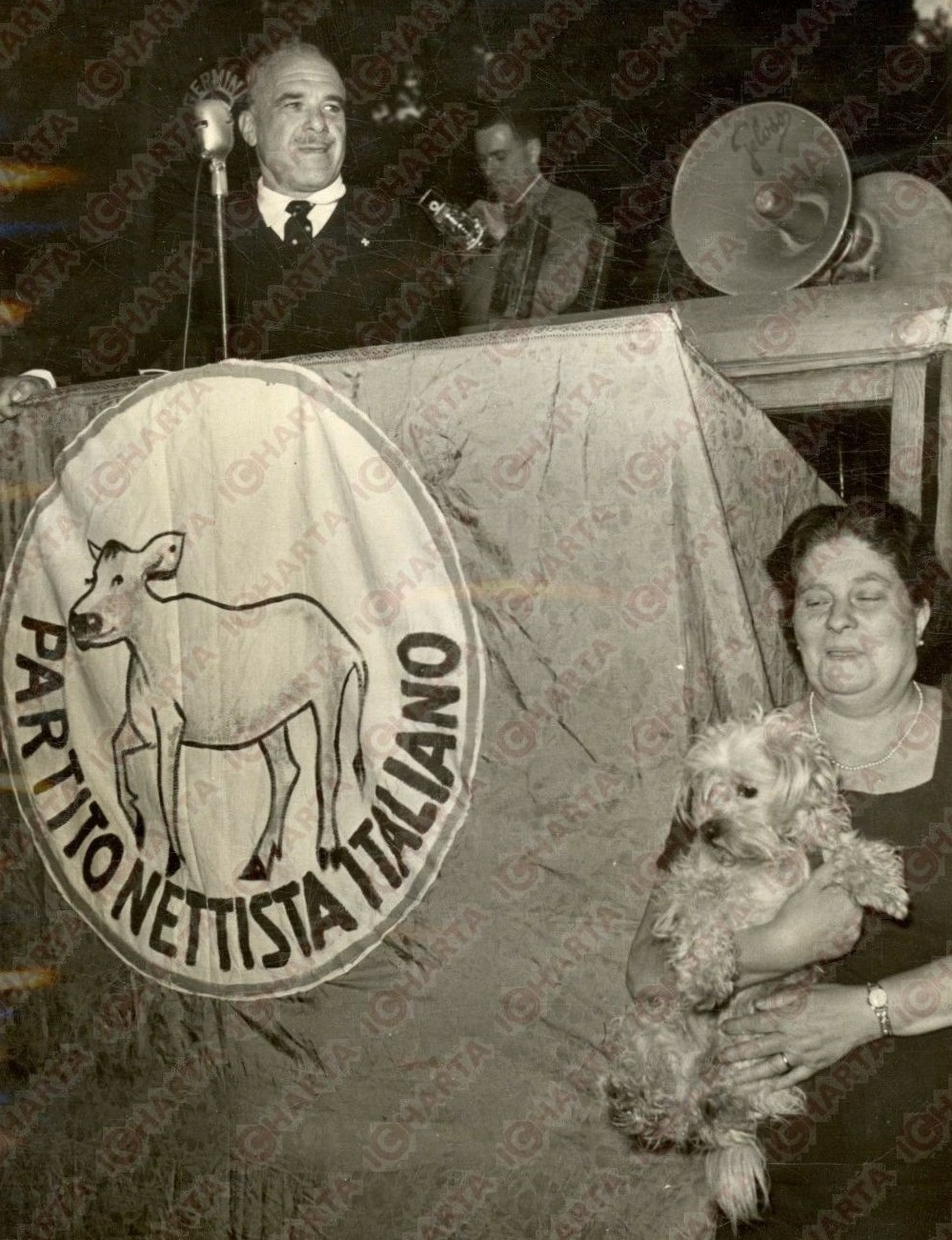
Tedeschi durante una manifestazione al Colle del Pincio a Roma

Corrado Tedeschi presentò il programma ufficiale del Partito Nettista per le elezioni generali italiane del 1953 come segue:
1. Svaghi, poco lavoro e molto guadagno per tutti. Le macchine devono sostituire l'uomo nella sofferenza del lavoro. La caratteristica della specie umana è l'intelligenza ed è sfruttando questa che deve campare.
2. Assistenza medica e medicine (comprese le specialità) gratuite per tutti.
3. Tre mesi di villeggiatura assicurati ad ogni cittadino.
4. 450 grammi di bistecca a testa assicurati giornalmente al popolo, frutta, dolce e caffè. (È l'ora di finirla con le limitazioni!).
5. Massimo incremento a tutti i giochi: arti, letteratura, musica e ballo. La vita è così corta e ne sappiamo così poco della sua consistenza e del suo scopo, che la cosa più seria della vita è il giuoco.
6. Continue tombole e lotterie rallegreranno i cittadini dello stato universale.
7. Compagnie di varietà e pagliacci di Stato saranno sommamente onorati e ricompensati nella Repubblica Universale. È l'ora di finirla coi sacrifici e le missioni da compiere! Cerchiamo di ridere e di stare in buona salute.
8. Abolizione di tutte le tasse.
9. Referendum estesi a tutti: i cittadini decideranno volta per volta delle più importanti questioni locali ed universali al posto degli antiquati e sorpassati Parlamenti. Macchine statistiche, cervelli elettronici, faranno funzionare gli ingranaggi della scientifica repubblica universale. Gli attuali impiegati dello stato verranno inviati tutti in pensione ed in villeggiatura con stipendio doppio.
10. Gli orari scolastici saranno ridotti a 30 ore l'anno. Enigmistica N.E.T., radio, televisione, cinema e spettacoli vari istruiranno il popolo sovrano e Nettista.
11. Saranno tenute nel massimo onore le religioni esistenti e verranno erette nuove chiese con intendimenti artistici e mistici. Sacerdoti di ogni religione riceveranno equi stipendi che li toglieranno dalla indigenza.
12. Abolizione delle prigioni. Quando tutti avranno 450 g di carne assicurata, non avranno bisogno di rubare ed ammazzare. Se vi sarà qualche eccezione, lo cureremo negli ospedali. Dobbiamo sollevare l'umanità dalla paura della guerra e della reclusione.